# Medio mínimo
Un medio mínimo en microbiología es un medio de cultivo que contiene los nutrientes mínimos indispensables para el crecimiento de una colonia, por lo general sin la presencia de aminoácidos, y son a menudo utilizados por los microbiólogos y genetistas para cultivar microorganismos de tipo salvaje. Los medios mínimos también se pueden utilizar para seleccionar las bacterias que pueden ser utilizadas como recombinantes o como conjugantes.
Un medio mínimo por lo general contiene:
- Una fuente de carbono para el crecimiento bacteriano, que puede ser un azúcar como la glucosa, o una fuente menos rica en energía como el succinato
- Distintas sales, que pueden variar entre las especies de bacterias y las condiciones de cultivo, que generalmente proporcionan elementos esenciales como el magnesio, nitrógeno, fósforo y azufre para permitir a las bacterias sintetizar proteínas y ácidos nucleicos
- Agua H2O

Los medios complementarios mínimos son un tipo de medios mínimos que también contienen un agente único seleccionado, por lo general un aminoácido o un azúcar. Este suplemento permite el cultivo de líneas específicas de recombinantes auxotróficos.